# Смитфилд (Јута)
Смитфилд (енгл. Smithfield) град је у америчкој савезној држави Јута.

## Демографија
По попису из 2010. године број становника је 9.495, што је 2.234 (30,8%) становника више него 2000. године.
| Група             | 2000.         | 2010.         |
| Белци             | 6.786 (93,5%) | 8.707 (91,7%) |
| Афроамериканци    | 9 (0,1%)      | 51 (0,5%)     |
| Азијати           | 35 (0,5%)     | 40 (0,4%)     |
| Хиспаноамериканци | 366 (5,0%)    | 571 (6,0%)    |
| Укупно            | 7.261         | 9.495         |